# 荔波县
荔波县是中华人民共和国贵州省黔南布依族苗族自治州下属的一个县。面积2432平方公里。邮政编码558400，县政府驻玉屏街道。

## 历史沿革
荔波于秦王赢政三十六年（公元前221年）为象郡毋敛县地。唐太宗贞观三年（公元629年），置婆览县（治后水婆，即今三都恒丰，原属荔波）；玄宗开元元年（公元713年）至天宝三年（公元744年），改置劳州和莪州（劳州即今捞村乡，莪州在县城附近）；宋太祖开宝三年（公元970年）置羁糜荔波州；元世祖至元元年（公元1265年），荔波为蒙、皮、雷三土司领地割据。明太祖洪武元年（公元1368年）统一蒙、皮、雷三土司领地，荔波并入广西思恩县；洪武十七年（公元1494年），撤荔波县，置方村、蒙村、 窘来村三巡检司，易十六埲为十六里，改属广西河池州；武宗正德元年（公元1506年），荔波改司设县，仍属河池州；神宗万历元年（公元1573年），县治设在喇轸村（今时来旧县），改属贵州都匀司；万历三十五年（公元1607年）重定荔波、南丹地界，立石碑定县界。
清顺治元年（公元1644年），荔波县属贵州；顺治十六年（公元1659年），县治里袄村（今方村乡）改属广西庆远府；雍正十年（公元1732年）荔波县改属贵州都匀府；乾隆二年（公元1737年）县治迁蒙石里全亨村（今县城），并设荔波营，五年（公元1740年）置游击署、守备署、千总署。
民国时期，荔波县直隶贵州省长公署，先后属贵州第十一、第八和第十二行政督察专员公署（均驻独山）。
1949年12月6日，中国人民解放军占领荔波。1950年2月4日成立荔波县人民政府。1949年12月至1951年属独山地区专员公署。1952年以后，属都匀地区专员公署。1956年8月，都匀地区专员公署改建为黔南布依族苗族自治州，仍辖荔波县。1959年3月，荔波合并到独山县。1961年6月16日，恢复荔波县建制，隶属黔南布依族苗族自治州至今。

## 行政区划
荔波县下辖1个街道办事处、5个镇、2个民族乡：
玉屏街道、朝阳镇、茂兰镇、甲良镇、佳荣镇、小七孔镇、瑶山瑶族乡和黎明关水族乡。
以前荔波县辖7镇10乡：玉屏镇、茂兰镇、立化镇、甲良镇、佳荣镇、小七孔镇和朝阳镇；水尧水族乡、永康水族乡、水利水族乡、捞村乡、瑶山瑶族乡、翁昂乡、播尧乡、方村乡、洞塘乡和瑶麓瑶族乡。2014年4月14日，贵州省人民政府批准荔波县行政规划调整为1街道办5镇2乡。

## 交通情况
- 荔波机场，已开通贵阳、重庆和广州3条直达航线
- 贵南客运专线途徑荔波县並設站，距离高铁站都匀东站92公里、三都县站73公里、榕江站86公里、从江站132公里
- 荔波县距离普通铁路站都匀站106公里、独山站61公里、麻尾站44公里
- 县城已通麻尾至荔波的省级高速公路S88

## 世界自然遗产

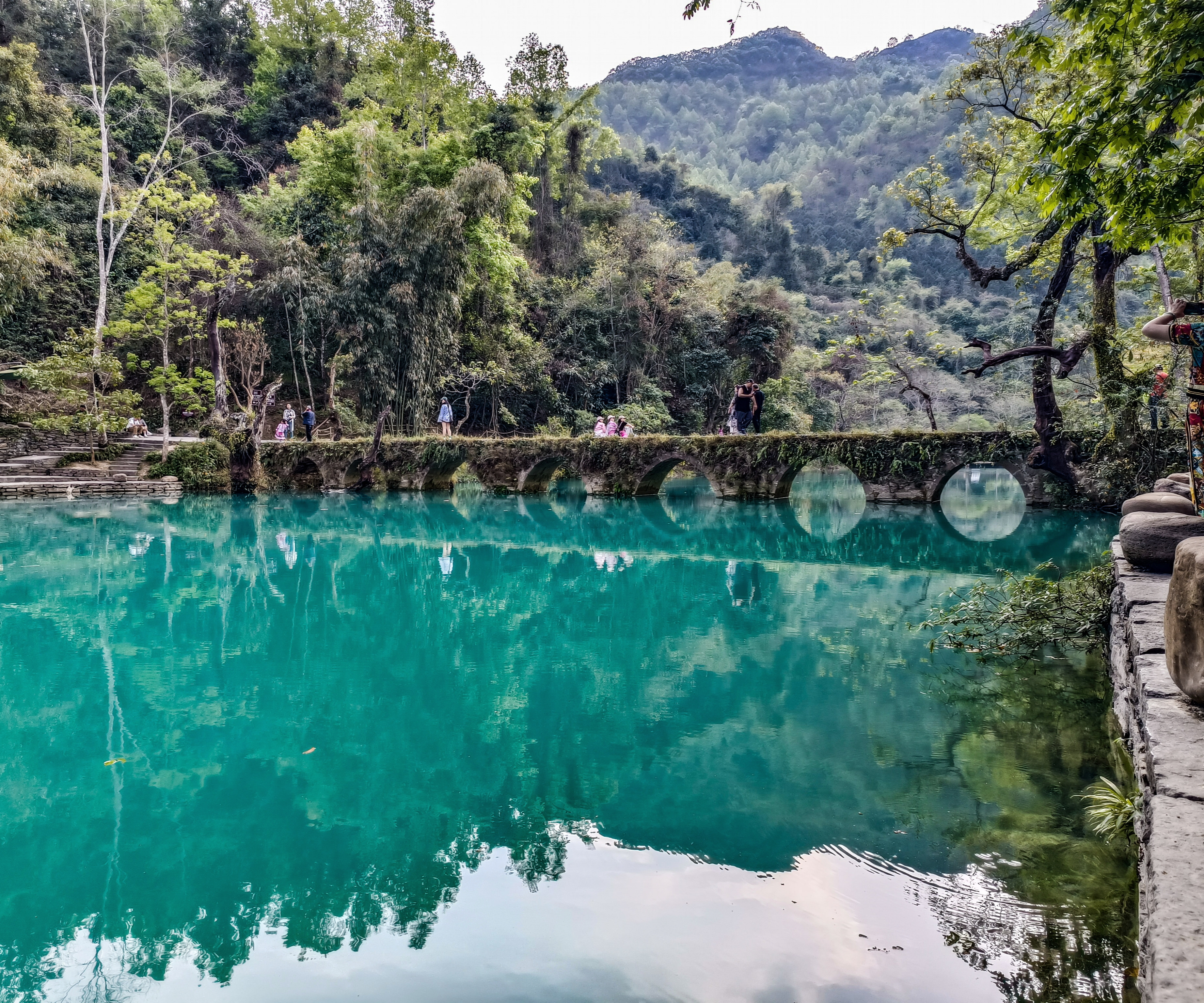
荔波小七孔景区

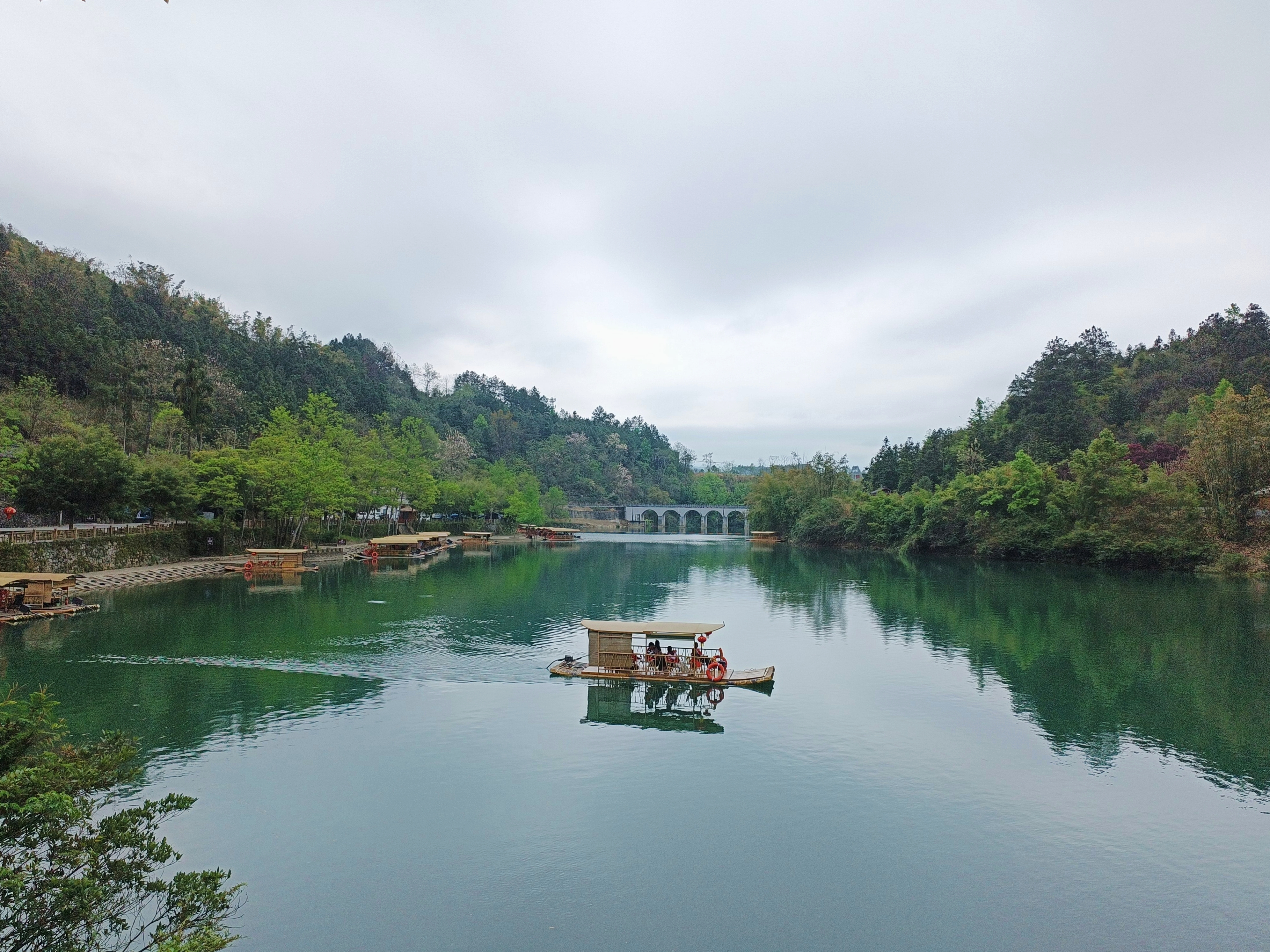
荔波大七孔景区

- 2007年6月27日下午2时25分，在新西兰召开的第31届世界遗产大会上，贵州省荔波县与云南石林、重庆武隆捆绑申报的“中国南方喀斯特”世界自然遗产项目，全票通过了大会表决，荔波被正式列入世界遗产名录，成为贵州省第一个世界自然遗产地。